# رولف كينزل
رولف كينزل (بالألمانية: Rolf Kinzl)‏ مواليد 19 أكتوبر 1878 في براغ، الامبراطورية النمساوية المجرية - الوفاة 14 نوفمبر 1938 في فيينا، ألمانيا النازية، كان لاعب كرة مضرب نمساوي بدأ مسيرته كمحترف سنة 1897 وكان يلعب باليد اليمنى، اعتزل اللعب في 1927. سبق أن شارك في دورة الألعاب الأولمبية الصيفية.

## روابط خارجية
- رولف كينزل على موقع رابطة محترفي التنس (الإنجليزية)
- رولف كينزل على موقع الاتحاد الدولي لكرة المضرب (الإنجليزية)
- رولف كينزل على موقع كأس ديفيز (الإنجليزية)
- رولف كينزل على موقع خلاصة التنس.كوم (الإنجليزية)
- رولف كينزل على موقع أوليمبيديا (الإنجليزية)